# D 851 (Türkei)
Die Straße D 851 (Devlet yolu 851) ist eine insgesamt 123 km lange Straße in der Türkei. 

## Verlauf
Die Straße zweigt in Yıldızeli von der in West-Ost-Richtung verlaufenden D 200 (Europastraße 88) nach Südwesten zum Fluss Kızılırmak ab und setzt sich dann nach Bedirli fort, wo sie auf die Straße D 260 trifft. 27 km weiter westlich zweigt sie in Şarkışla von der D 260 nach Süden ab. Sie führt über Malakköy bis 7 km östlich Pınarbaşı, wo sie auf die West-Ost-Achse der D 300 trifft und an dieser endet.